# Didactica magna
Didactica magna, česky Velká didaktika, je první z velkých spisů Jana Amose Komenského o pedagogice a školství, napsaný v letech 1627 – 1638 česky a poprvé vydaný latinsky roku 1657. Jde o jedno z prvních soustavných didaktických děl vůbec a nejvýznamnější didaktické dílo Komenského.

## Obsah knihy
Kniha se považuje za první velké dílo moderní pedagogiky a obsahuje celkem 33 kapitol. Slovo didaktika chápe Komenský v daleko širším smyslu jako obecné pojednání o školství, výchovných a vzdělávacích postupech i učitelských dovednostech. Po úvodním výkladu o užitku učitelství Komenský pojednává nejprve o člověku, který je pro něho jak tím posledním, tak také nejdokonalejším z celého Stvoření. Cíl lidského života však leží mimo tento život, ve věčném životě, na nějž se člověk musí soustavně připravovat. Je k tomu ostatně dobře vybaven přirozenou zvídavostí, zejména v mladém věku.
Člověk se musí teprve tvořit, a to výchovou. Vzdělávat a vychovávat se mají úplně všichni, bez ohledu na pohlaví a postavení, zejména v mládí, a to společně ve školách. Dosavadní školy potřebují reformu, aby vyučovaly v souladu s přírodou. Vzdělání musí být univerzální a zahrnovat:
- vzdělávání ve znalostech (eruditio)
- mravní výchovu (mores) a
- náboženskou výchovu ke zbožnosti (religio).

Učitel má učit stručně, laskavě a názorně, aby děti všechno pochopily.
Základem reformy je přesný řád, odvozený z přírody, který dovolí, aby se děti učily snadno a lehce, důkladně a rychle. Komenský pak popisuje didaktické zásady pro vzdělávání ve vědění, v mravech a ve zbožnosti a vykládá metody učení umění i jazykům. Školský systém se má skládat ze čtyř stupňů, školy mateřské, školy v mateřském jazyce, školy latinské a univerzity. Poslední kapitoly knihy jsou věnovány školnímu řádu a univerzální vyučovací metodě.
| „                 | Semena vědění, ctnosti i víry klade – jak jsme viděli – příroda. Ale vědění, ctnost a víru příroda sama netvoří. Ty se získávají modlitbou, učením a činností. | “ |
| — Velká didaktika | |   |